# Erich Hertel
Erich Hertel (* 1949 in Bad Hersfeld) ist ein deutscher Geistlicher und war von 2006 bis April 2014 Bischof der Evangelisch-Lutherischen Kirche in Namibia (DELK).

## Leben
Der aus Hessen stammende Hertel besuchte das Missionsseminar Hermannsburg und absolvierte ein Auslandsvikariat in Bogotá (Kolumbien). Von 1986 bis 1995 leitete er eine Gemeinde im südafrikanischen Durban, anschließend war er bis 2006 in Pretoria als Senior für die Betreuung der ins südliche Afrika entsandten Mitarbeiter der Hermannsburger Mission verantwortlich.
Hertel wurde am 28. Mai 2006 in sein Amt als Bischof der Evangelisch-Lutherischen Kirche in Namibia (DELK) eingeführt. Neben seinem Bischofsamt versah er mit 50 Prozent seiner Arbeitszeit eine Pfarrstelle in Windhoek. Nach dem Eintritt in den Ruhestand kehrte Hertel im Mai 2014 nach Deutschland zurück.
Hertel ist verheiratet und hat zwei Kinder.